# Бенковці
Бенковці (словац. Benkovce) — село в Словаччині, Врановському окрузі Пряшівського краю. Розташоване в східній частині Словаччини на південних схилах Низьких Бескидів в долині Ондави.
Уперше згадується у 1363 році.
У селі є римо-католицький костел з 1783 року в стилі бароко-класицизму, у 1890 році перебудований в стилі неоготики.

## Населення
| Рік:            | 1993 | 2003    | 2013    | 2023    |
| --------------- | ---- | ------- | ------- | ------- |
| Кількість осіб: | 556  | 545     | 538     | 563     |
| Різниця:        |      | -1,97 % | -1,28 % | +4,64 % |

| Рік:            | 2022 | 2023    |
| --------------- | ---- | ------- |
| Кількість осіб: | 554  | 563     |
| Різниця:        |      | +1,62 % |

У селі проживає 540 осіб.
Національний склад населення (за даними останнього перепису населення 2001 року):
- словаки — 92,10 %,
- цигани — 5,33 %,
- чехи — 0,37 %.

Склад населення за приналежністю до релігії станом на 2001 рік:
- римо-католики — 92,10 %,
- греко-католики — 3,86 %,
- протестанти — 0,18 %,
- не вважають себе вірянами або не належать до жодної вищезгаданої конфесії — 2,76 %.